# Bertiera pedicellata
Espèce
Synonymes
- Bertiera laxa var. pedicellata Hiern[1]

Bertiera pedicellata est une espèce de plantes à fleurs de la famille des Rubiacées et du genre Bertiera, endémique de Sao Tomé-et-Principe.